# 埃塞克斯丘陵 (新澤西州)
埃塞克斯丘陵（英語：Essex Fells）是位於美國新澤西州艾塞克斯縣的自治市鎮。

## 人口
根據2020年美國人口普查的數據，埃塞克斯丘陵的面積為3.66平方千米，當中陸地面積為3.65平方千米，而水域面積為0.01平方千米。當地共有人口2244人，而人口密度為每平方千米613人。